# 에밀리오 드 마치
에밀리오 드 마치(Emilio De Marchi, 1959년 4월 12일 ~ )는 이탈리아의 배우이다.
로마에서 태어났다.

## 영화
- 뮤턴트 워 (2018년) - 닥터 케이 역
- 리스키 페이션츠 (2012년)
- 쉐도우 (2009년)
- 알레나토레 넬 팔로네 2 (2008년)
- 마지막 심포니 (2006년)
- 고문자 (2006년)
- 위대한 질문 (2004년) - 본인 역
- 패션 오브 크라이스트 (2004년)
- 교황 요한 23세 (2002년)